# جو هیون (کیتیکمئوت)
جو هیون (به انگلیسی: Gjoa Haven) یک منطقهٔ مسکونی در کانادا است که در کیتیکمییات واقع شده است. جو هیون ۲۸٫۴۷ کیلومتر مربع مساحت و ۱٬۳۲۴ نفر جمعیت دارد و ۴۷ متر بالاتر از سطح دریا واقع شده است.

## ریشه‌شناسی
نام Gjoa Haven برگرفته از واژهٔ نروژی Gjøahavn به معنی «بندر یوآ» است؛ این نام‌گذاری توسط کاشف قطب در اوایل سدهٔ بیستم، روئال آمونسن، انجام شد که آن را به افتخار کشتی‌اش، یووا، نام‌گذاری کرد.